# SBIカード
SBIカード株式会社（SBI Card Co.,Ltd.）は、クレジットカード関連事業を行っていた日本の株式会社で、住信SBIネット銀行株式会社の子会社である。現在は清算済みで、ホームページも閉鎖されている。現在カードは無効になっており、カードの有効期限に関わらず利用できない。

## クレジットカード
同社発行カードは2枚以上持つことができない。

### プロパーカード

#### SBIカード
- 2006年（平成18年）より募集開始。国際ブランドはMasterCardのみ。
- 下記の#提携金融機関のいずれかに預金口座を開設している者だけが申込可能。
- カード券面に様々な物質を刷り込みで使っているのが特徴。
- 一般カードは色がブラック・ホワイト・ピング・グリーン・ブルーの5種類あり、申込時に一つだけ選べる。
- 2017年（平成29年）7月31日を以って新規募集を中止した。

| グレード       | カード名称          | 年会費                                        | 注             | カード表面に使用の素材              |
| -------------- | ------------------- | --------------------------------------------- | -------------- | ----------------------------------- |
| 一般カード     | SBIレギュラーカード | 初年度は無料 次年度 900円＋消費税             | [ 注 1 ] [ 3 ] | 真珠 （ブラックとホワイトは不使用） |
| ゴールドカード | SBIゴールドカード   | 初年度 3,000円＋消費税 次年度 5,000円＋消費税 | [ 注 2 ] [ 4 ] | 金                                  |
| プラチナカード | SBIプラチナカード   | 20,000円＋消費税                              | [ 5 ]          | プラチナ                            |
| ブラックカード | SBIワールドカード   | 150,000円＋消費税                             |                | ダイヤモンド                        |

#### SBIカードPlus
- 2010年（平成22年）より募集開始された。国際ブランドはVISAのみ。
- SBIカード（MasterCard）と違い、預金口座に関する制限はない。
- SBIグループ各社との金融取引に応じてポイントサービスの優遇がある。
- 入会時に決まる限度額は以降増えることはないので注意が必要。
- 2012年（平成24年）8月31日を以って新規募集を中止した[6]。
- 2013年（平成25年）9月30日にサービスを終了し[7]、支払債務が残っていた会員へのウェブサービスも2014年1月下旬で利用できなくなり[8]、債権は2014年2月1日にニッテレ債権回収株式会社に譲渡された[9]。

| グレード       | カード名称    | 年会費 | カード表面に使用の素材 |
| -------------- | ------------- | ------ | ---------------------- |
| 一般カード     | SBIカードPlus | 無料   | （特になし）           |
| ゴールドカード | -             | -      | -                      |
| プラチナカード | -             | -      | -                      |
| ブラックカード | -             | -      | -                      |

### 提携カード
- ゲオPontaカードVISA： ゲオとの提携カードで、Pontaカード機能を兼ねている。クレジット払い200円に付き1pontaポイント付与。（現在は募集しておらず、サービスも終了している[10]。）
- Nexyz.SBIカード(MasterCard)： Nexyz.BBのプロバイダー料金が毎月5％OFFになる。（現在は募集していない。）
- スターフライヤーカード(MasterCard)： 航空会社スターフライヤーとの提携カードで、ショッピングでフライトで、スターフライヤー・マイレージ・プログラム「STAR LINK」のマイルを貯めることができる。

## サービス
SBIカードは新興カード会社らしく、他社が発行するクレジットカードにはない特徴のあるサービスが存在する。なお、SBIカード(MasterCard) と SBIカードPlus(VISA) とでサービスの内容やレベルが異なっていた。
引落日の指定と変更
SBIカード(MasterCard)においては、カード申込時に毎月の引落日を好きな日に指定できる。引落日が土日祝日になる場合の引落しは翌営業日になる。引落日に29〜31日を指定してある場合で該当の日がない支払月の引落日は自動的にその月の月末日となる（翌月1日ではないことに注意）。また、入会後に引落日を変更することも可能でWebサイトからオンラインで変更できる。但し、現時点の売上登録の締め日から引落日までの期間は変更手続きができない。

引落日に指定した日によって売上登録の締め日が決まり、引落日の14日前の日が売上登録の締め日となる。引落日を変更すると売上登録の締め日も変更後の引落日の14日前の日に自動的に変更される。ただし、変更後の引落日が土日祝日の場合はその翌営業日から起算して14日前の日が売上登録締め日となる。

このサービスに対応できる金融機関はごく少数で、引落口座にできるのは下記の#提携金融機関の預金口座だけである。それ以外の金融機関にしか預金口座を開設していない者はSBIカード(MasterCard)を申し込むことができない。

SBIカードPlus(VISA)においては、売上登録の締め日が月末、引落日はその翌月27日（土日祝日の場合、住信SBIネット銀行以外は翌営業日）に決まっていたため、任意の引落日を指定したり引落日を変更できるサービスはなかった。だが、下記の提携金融機関以外の預金口座でも引落口座にすることができるため、多くの者が入会を申し込むことができた。
オンラインチェック
引落日を待たずに利用残高の全額または一部をリアルタイムに支払う（口座から引落す）ことができるもので、オンラインで実行が可能。一括払いの請求額が多い場合、その金額の一部としてミニマムペイメント金額以上を引落前に支払うとその支払月の自動引落しが止まり、残りの残高の支払は翌月に持ち越すことができる。この場合、SBIカード(MasterCard)では次回の引落日に一括で自動引落しとなり、SBIカードPlus(VISA)では自動的にリボルビング払いに変更されて次回以降の引落日に自動引落しされていた。どちらの場合もその残債には利息が発生する。

オンラインチェックの利用時間はSBIカード(MasterCard)が24時間(メンテナンス時間を除く)。なお、SBIカードPlus(VISA)が引落日の翌日から翌月25日の8:10〜21:50であった。さらにSBIカードPlus(VISA)においては住信SBIネット銀行の預金口座を引落口座にしている者だけが利用できた。
オンラインキャッシング
SBIカード(MasterCard)のサービスで、オンラインで指定口座に対して24時間振込みによる融資が可能（メンテナンス時間を除く）。ただし、振込まれる資金を24時間受入れできる銀行が限られているので注意が必要である。なお、国内のATMやCD機ではキャッシングを利用できない（海外ではCirrusマークのあるATMでキャッシングを利用できる）。SBIカードPlus(VISA)ではキャッシングサービスそのものがなかったのでオンラインでも海外ATMでもキャッシングは利用できなかった。
マルチバンク
SBIカード(MasterCard)のサービスで、最大5つの銀行口座を引落口座として登録する事が可能。優先する引落口座から引落しが出来なかった場合、他の登録済口座に順次引落しをかけて、その時資金があった口座から引落される仕組み。SBIカードPlus(VISA)では利用できなかった。
ポイントプログラム
SBIカード(MasterCard)では「サークルプラス」という名称になっていて、最大で利用金額の1.2パーセントのキャッシュバックが受けられる。同社運営のアフィリエイトサイト（ポイントサイト）である「SBI CARD MALL」を利用すれば加算ポイントがあるので一度の利用でより多くポイントを貯めることができるが、加算ポイントの付与には他社同様2か月から6か月を要する。ポイントの有効期限は2年である。

SBIカードPlus(VISA)ではSBIグループとの取引状況と 半年間のショッピング利用累計額の掛け合わせによってポイント還元率が決定していた。最大で利用金額の2.3パーセントのキャッシュバックが受けられた。SBIカード(MasterCard)よりポイント還元率は高い面があるが、ポイントの有効期限は1年としSBIカード(MasterCard)のポイント有効期限よりも短くするだけでなく、SBI CARD MALLを利用不可とし加算ポイント無しにすることで、ポイント還元率の低いSBIカード(MasterCard)との公平性を保っていた。
ファミリーアカウント
SBIカード(MasterCard)のサービスで、血縁関係を問わず10枚まで家族カードのような追加カードが発行可能。さらにカード毎の利用限度額も設定可能。SBIカードPlus(VISA)では利用できなかっただけでなく、家族カードすら発行されなかった（ETCカードは発行されており年会費無料）。
ドル決済サービス
SBIカード(MasterCard)のサービスで、住信SBIネット銀行を決済口座に登録していると外貨でカード利用した場合、住信SBIネット銀行の外貨預金口座に預けてある米ドルで支払いが可能。ただし米ドル決済を行うと、ミニマムペイメントを行ったものと一方的に解釈されるため、通常の自動引落としが行われない。つまり、上記のオンラインチェックにて手動で支払いを行わない限り、ドル決済以外の未払分に対して利息が加算されていくため、細心の注意が必要となる。SBIカードPlus(VISA)では利用できなかった。
カード付帯保険
- 紛失・盗難保険
インターネット上でのカード番号盗用などによる不正利用にも対応している。SBIカード(MasterCard)と SBIカードPlus(VISA)の両方に付帯されている。
- ショッピングガード保険
SBIカード(MasterCard)のゴールド以上のカードに付帯されており、同カードを利用して購入した商品に適用される。SBIカード(MasterCard)のレギュラーカードと SBIカードPlus(VISA)には付帯されていなかった。
- 国内・海外旅行傷害保険
カードを持たない同行の家族まで補償する家族特約も付いている。SBIカード(MasterCard)に付帯されており、SBIカードPlus(VISA)には付帯されていなかった。
注意点
SBIカード(MasterCard)のレギュラーカードの保険付帯条件について、2008年（平成20年）1月現在「ツアー、航空券、宿泊券等の一部のカード払いが条件」と、ウェブサイトに記載があった。しかしながら、入会して届く保険ガイド、およびカスタマーサポート（電話）への問い合わせによれば、（旅行の一部行程ではなく）全行程の、同カードによる支払いが、保険を有効にするために必要とのことである。「一部の行程のみの支払いで、全行程に保険が適用される」との解釈が、一部のクレジットカード関連の情報サイトになされているが、そのような解釈は誤りという説明が、カスタマーサポートによりなされている。

## 提携金融機関
- 住信SBIネット銀行 - ドル決済が可能
- 三菱東京UFJ銀行
- 三井住友銀行
- 楽天銀行
- みずほ銀行（みずほダイレクトの契約が必要）
- りそな銀行
- 埼玉りそな銀行
- ジャパンネット銀行